# Mustansiriyya

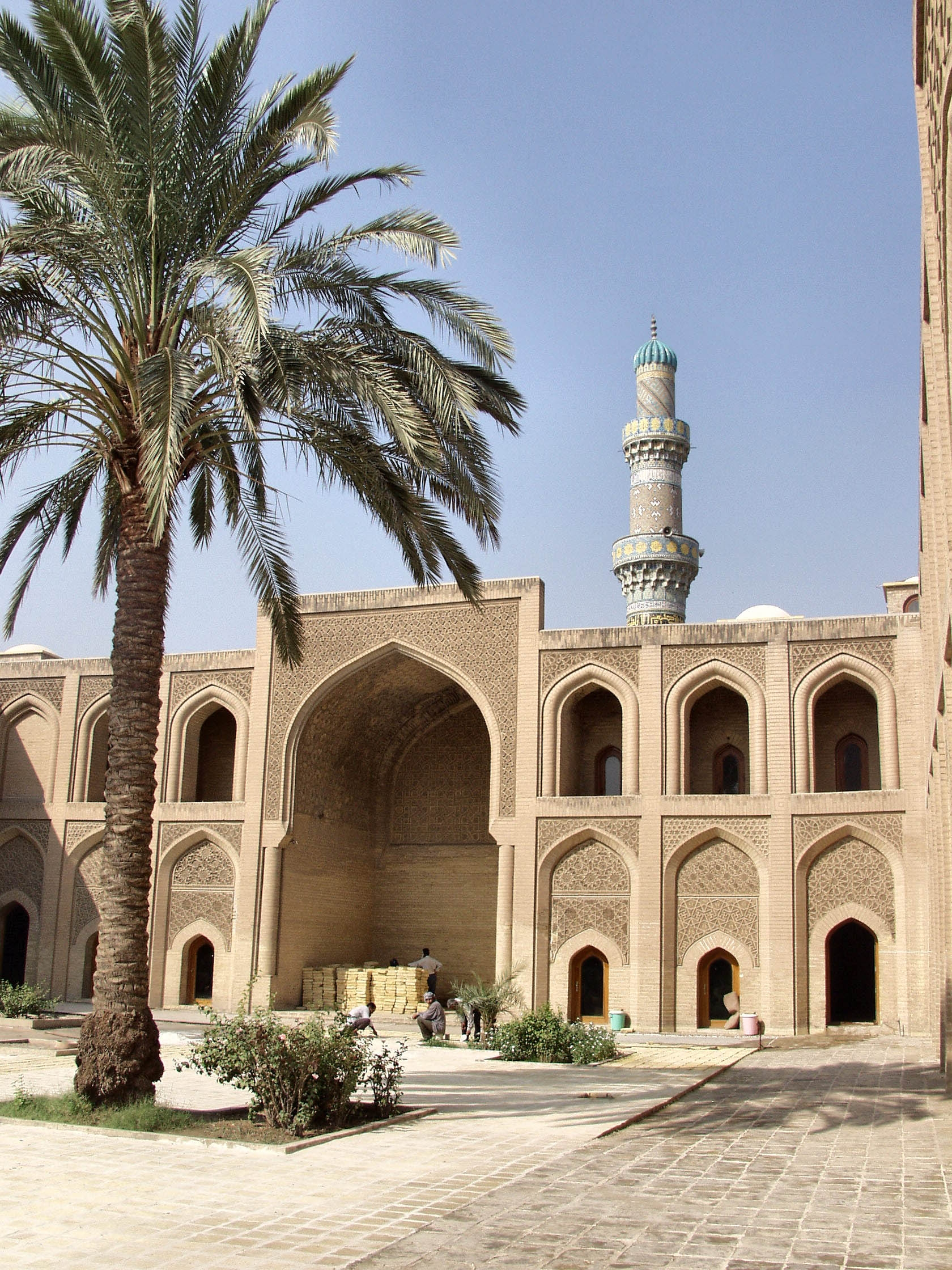
La Mustanṣiriyya di Baghdad.

L'Università al-Mustanṣiriyya (in arabo ﺍﻟﺟﺎﻣﻌـة ﺍﻟﻤﺴﺘﻨﺼﺮﻳـة‎?) è una delle università più antiche del mondo, essendo stata fondata come madrasa nel 1233. Essa è situata a Baghdad sulla riva sinistra del fiume Tigri.
Dal 1962 è diventata un college dell'Università di Baghdad ed è specializzata in Lettere e Giurisprudenza.

## Storia
La Mustanṣiriyya deve il suo nome al suo committente, il Califfo abbaside al-Mustanṣir. La sua costruzione è avvenuta tra il 1227 e il 1233. A quell'epoca, Baghdad era il centro intellettuale più importante dell'intero mondo islamico e la madrasa costituiva il degno perfezionamento della ben più antica Bayt al-Ḥikma (La Casa della Saggezza), risalente al IX secolo, per opera di Hārūn al-Rashīd e di suo figlio al-Maʾmūn.
Essa comprendeva quattro iwân, o grandi sale di conferenze, sale specializzate nello studio del Corano  sulla Sunna, una biblioteca assai ampia e importante e diverse sezioni dedicate allo studio della medicina, della farmacopea e delle scienze naturali, oltre a numerose dipendenze e costruzioni annesse.
Ogni iwān era riservato all'insegnamento della giurisprudenza di ognuno dei quattro madhhab sunniti:
- gli Hanafiti, diffusi nelle regioni orientali della Persia, dell'attuale Afghanistan e dell'odierno Turkestan russo (allora facenti parte del Grande Khorasan);
- i Malikiti, presenti nel Maghreb e in al-Andalus, con propaggini ad Alessandria d'Egitto (Iskandariyya) e in Sicilia, oltre che nell'isola di Creta;
- gli Sciafeiti, maggioritari in Siria, Iraq e attuale Iran occidentale;
- gli Hanbaliti, forti essenzialmente a Baghdad, Damasco, Il Cairo, Ray e Shiraz.

Gli studenti accedevano all'università tramite concorso e, una volta conclusi i loro studi, accedevano agli incarichi più importanti e alle professioni più lucrose, come l'ufficio di vizir, di diplomatico, alla magistratura e all'insegnamento superiore.